# Accor
Accor (do 2019 AccorHotels) – francuskie przedsiębiorstwo, działające na rynku turystycznym (hotele, restauracje, biura podróży).

## Sieci hotelowe

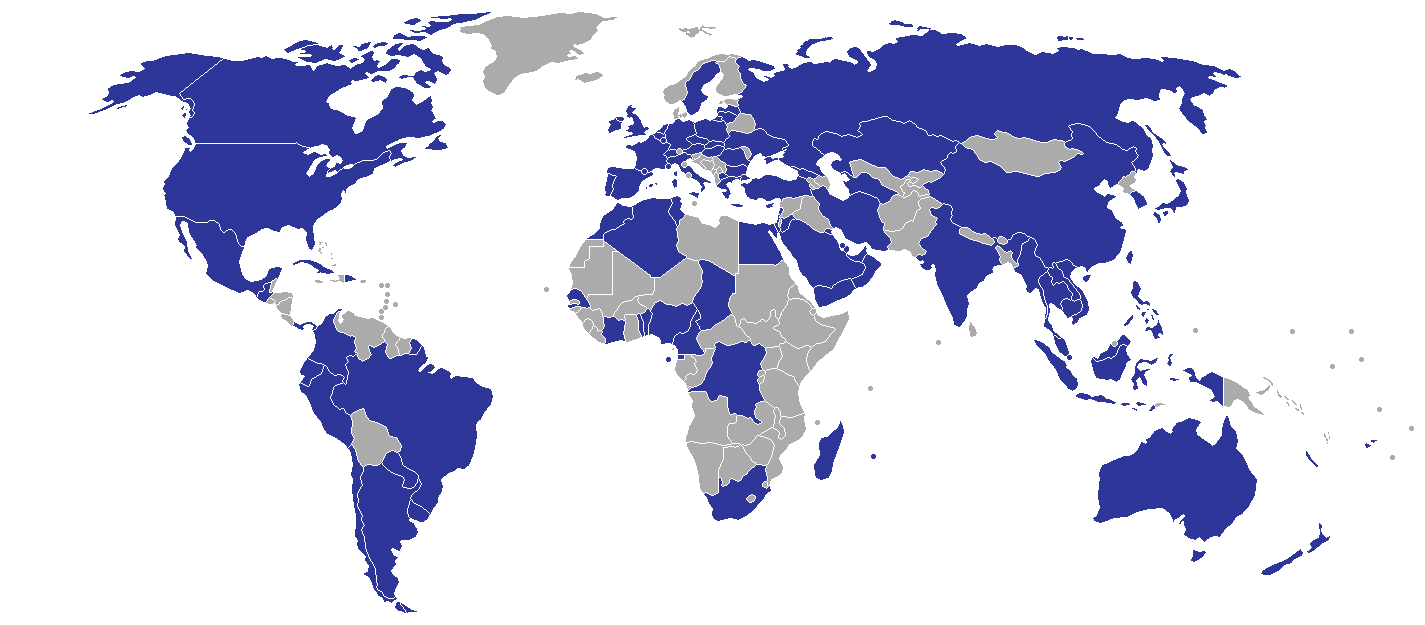
Państwa, w których działa Accor, zaznaczono na niebiesko

Konsorcjum prowadzi następujące sieci hoteli:

- Sofitel,
- Pullman,
- Mgallery(inne języki),
- Grand Mercure(inne języki),
- Novotel,
- Suite Novotel(inne języki),
- Mercure,
- Ibis,
- Ibis Styles,
- Ibis Budget,
- Hotele F1,
- Thalassa sea & spa Hotels,
- Adagio,
- Adagio Access,
- Sebel.

## Polska

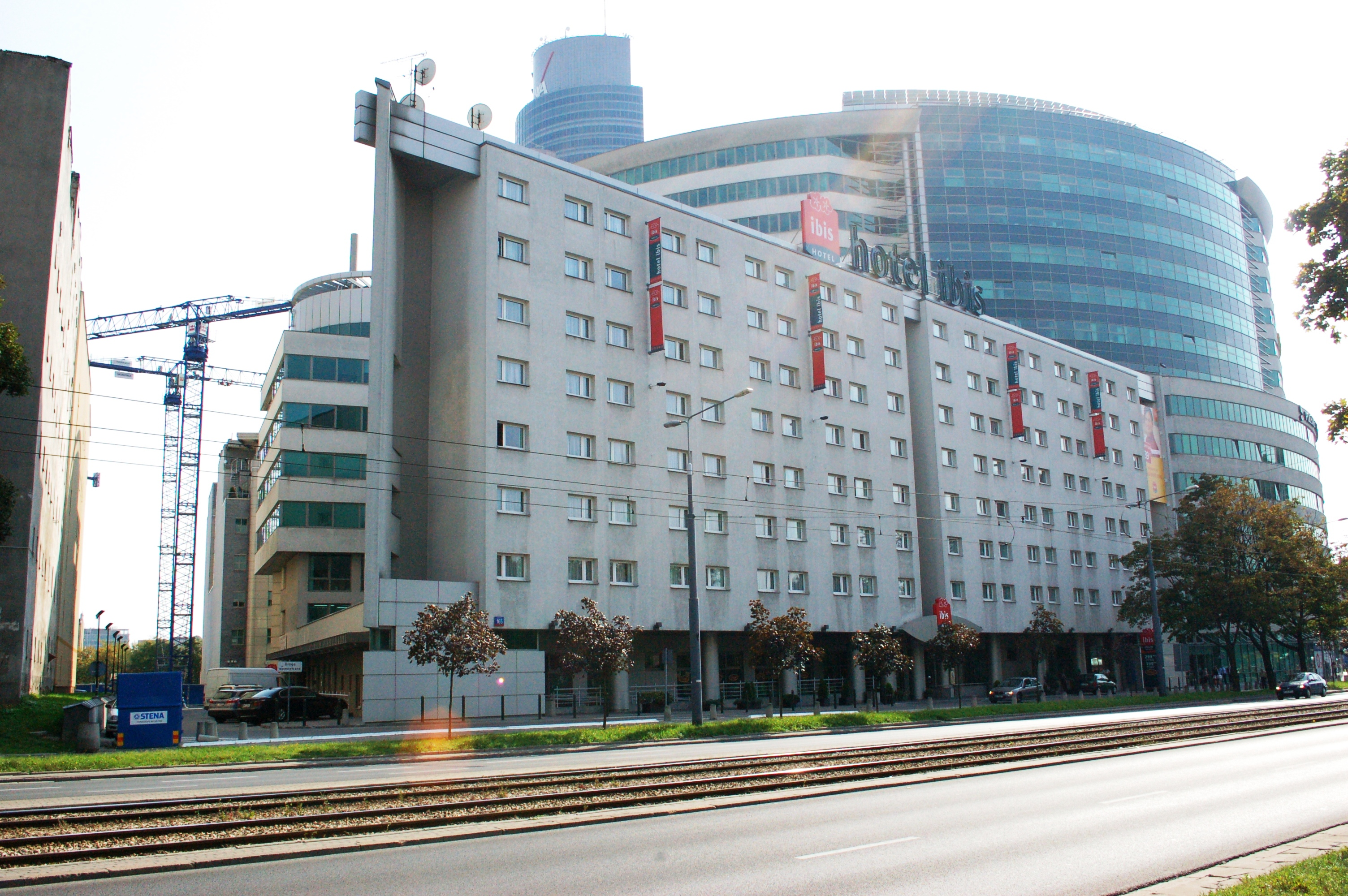
Hotel Ibis w Warszawie

W Polsce poprzez AccorInvest Group S.A. jest właścicielem spółki akcyjnej Orbis, która prowadzi hotele w sieciach Sofitel, Novotel, Mercure, Ibis i Ibis Budget oraz Ibis Styles.